# Les Pirates du rail
Pour plus de détails, voir Fiche technique et Distribution.
Les Pirates du rail est un film français réalisé par Christian-Jaque, sorti en 1938.

## Synopsis
Henri Pierson, l'ingénieur en chef d'une ligne ferroviaire traversant le Yunnan en Chine, doit empêcher les incessantes attaques d'une bande de pillards.

## Fiche technique
- Titre : Les Pirates du rail
- Réalisation : Christian-Jaque
- Assistant-réalisateur : François Carron
- Scénario : Oscar-Paul Gilbert
- Dialogues : Oscar-Paul Gilbert et Arno-Charles Brun
- Photographie : Marcel Lucien, André Germain, Pierre Lebon
- Montage : William Barache, Claude Nicole
- Musique : Henri Verdun
- Décors : Pierre Schild, Pierre Linzbach
- Son : Marcel Royné, René Lécuyer
- Photographe de plateau : Léo Mirkine
- Directeur de production : Christian Stengel
- Société de production : Films Renault-Decker (FRD)
- Société de distribution : Télédis
- Lieux de tournage : Studios de la Victorine[1] et  en  camargue
- Pays de production :  France
- Format : Noir et blanc — 35 mm — 1,37:1 — Son : Mono
- Genre : Film dramatique
- Durée : 89 minutes (1 h 29)
- Dates de sortie : 
  - France : 19 janvier 1938
  - Belgique : 18 février 1938 (Bruxelles)
  - Suède : 30 mai 1938

## Distribution
- Charles Vanel : Henri Pierson
- Erich von Stroheim : Tchou King
- Marcel Dalio : Le mercenaire
- Jacques Dumesnil : Rolland
- Lucas Gridoux : Général Tsai
- Valéry Inkijinoff : Wang
- Doumel : Morganti
- Héléna Manson : Madame Teysseire
- Régine Dancourt : Madame Lauref
- Pierre Nay : Bernard
- Jean Périer : Docteur Bureau
- Suzy Prim : Jeanne Rolland
- Simone Renant : Marie Pearson
- Georges Tourreil : Teysseire
- Michel André : Brocard
- Marcel André : Ulrich
- Lucien Callamand
- Hélène Dassonville
- Ky-Duyen: le lieutenant
- Marcel Maupi : Titin